# Milica di Serbia
Milica Nemanjić, Hrebeljanović (in serbo Милица Немањић Хребељановић?) (1335 circa – 11 novembre 1405), è stata consorte reale di Serbia dal 1353 e poi reggente per il figlio.

## Biografia
Era la figlia del principe Vratko Nemanjić (conosciuto come Jug Bogdan), che come un pronipote di Vukan Nemanjić, faceva parte di un ramo minore della dinastia dei Nemanjić.

## Matrimonio
Milica divenne moglie del principe serbo Lazar. Ebbero otto figli, cinque femmine e tre maschi:
- Jelena Lazarević (1366 -1443), sposò in prime nozze Đurađ II Balšić e in seconde nozze il granduca Sandalj Hranić
- Mara Lazarević (?-1426), sposò Vuk Branković
- Teodora Lazarević
- Dragana Lazarević (1371-1395), sposò l'imperatore Ivan Shishman di Bulgaria
- Olivera Lazarević (1372-1444), sposò il sultano Bayezid I e cambiò nome in Despina Hatun.
- Dobrovoj Lazarević, morto alla nascita
- Stefano III (1377-19 luglio 1427)[1]
- Vuk Lazarević (1380-6 luglio 1410)

Alla morte del marito alla battaglia del Kosovo (1389) divenne reggente della Serbia per conto del figlio Stefan, anche se il paese era solo nominalmente libero. Milica si dimostrò una sovrana capace malgrado le perdite personali (la perdita del marito, giustiziato nel 1389 per ordine del sultano ottomano Bayezid I e la separazione da sua figlia Olivera, che andò in sposa proprio a Bayezid I col nome di Despina Hatun). 
Fondò il monastero di Ljubostinija, divenuto il centro dell'irradiazione del culto di san Lazzaro. In quello stesso luogo prese il velo nel 1393, assumendo il nome monastico di Eugenia, cambiato con quello di Eufrosina al momento della morte, quando ricevette il “grande schima” monacale. Autrice della Preghiera di una madre (Молитва матере) e un commovente componimento di lutto per il marito, Il mio sposo di vedovanza (Удовству мојему женик), fu sepolta nello stesso monastero; dalla sua tomba stillano gocce balsamiche.

## Culto
È festeggiata nelle Chiese Orientali il 19 luglio.